# Ammocharis tinneana
Ammocharis tinneana es una especie de planta bulbosa, perteneciente a la familia de las amarilidáceas. Es originaria de África.

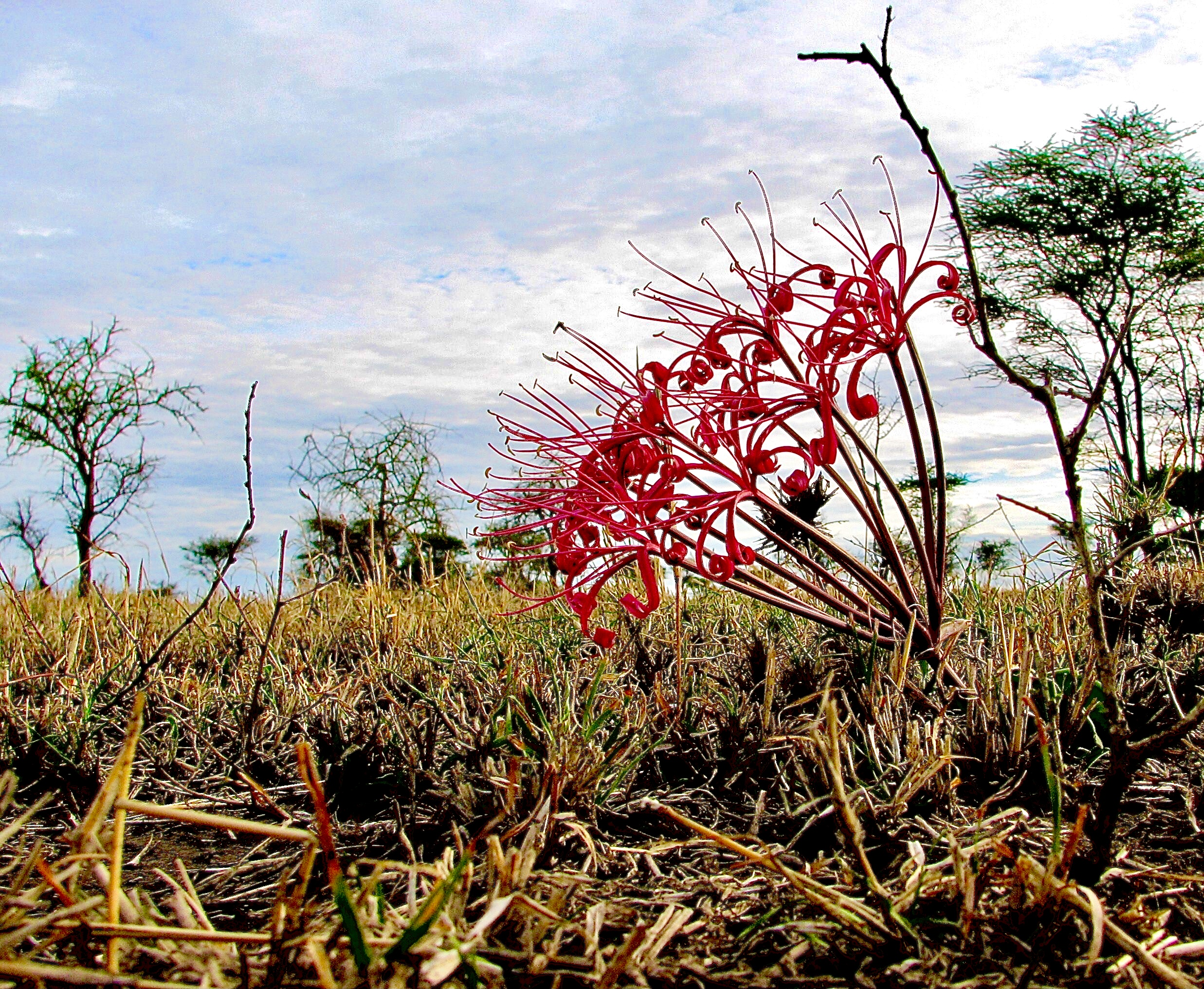
Vista de la planta

## Descripción
Es una planta bulbosa que alcanza un tamaño de hasta 12 cm de diámetro. Las hojas se esparcen  por el suelo en dos abanicos enfrentados de 1-3 cm de longitud de ancho, variando con la edad, apareciendo desde antes a después de las flores. Las inflorescencias con 10-30 flores; con pedicelos de 1-4 cm de largo. Las flores marchitándose cambian a rosado y magenta con la edad, o blanco, dulcemente perfumadas. La  fruta, rojiza, es subglobosa, de 2-2.5 cm de diámetro.

## Distribución
Se encuentra desde el sur de Etiopía, hacia el oeste hasta el Chad y el sur de Namibia y Botsuana.

## Taxonomía
Ammocharis tinneana fue descrita por Milne-Redh. & Schweick. y publicado en Journal of the Linnean Society, Botany 52: 177 en el año 1939.
Etimología
Ammocharis: nombre genérico que deriva de las palabras griegas: ἄμμος (ammos) "arena" y χάρις (charis) "alegría" que significa "alegría (es decir "belleza") de arena".

tinneana: epíteto
Sinonimia
| - Crinum ammocharoides Baker - Crinum bainesii Baker - Crinum cordofanum Kotschy & Peyr. - Crinum lastii Baker - Crinum ondongense Baker - Crinum poggei Pax - Crinum rhodanthum Baker - Crinum thruppii Baker ex Oliv. - Crinum tinneae Kotschy & Peyr. - Crinum tinneanum Kotschy & Peyr. basónimo - Stenolirion elliotii Baker |